# أ. أرنولد غيليسبي
أ. أرنولد غيليسبي (بالإنجليزية: Albert Arnold Gillespie)‏ هو فنان أمريكي، ولد في 14 أكتوبر 1899 في إل باسو في الولايات المتحدة، وتوفي في 3 مايو 1978 في لوس أنجلوس في الولايات المتحدة.

## وصلات خارجية
- أ. أرنولد غيليسبي على موقع IMDb (الإنجليزية)
- أ. أرنولد غيليسبي على موقع أول موفي (الإنجليزية)
- أ. أرنولد غيليسبي على موقع قاعدة بيانات الفيلم (الإنجليزية)